# Statistika
En statistika är ett tal inom statistiken som beskriver urvalet. Statistikans värde är känt när urvalet är analyserat, men den varierar från urval till urval. Ofta används en statistika (eller en funktion av denna) för att göra en skattning av en okänd parameter.